# ميدان مدينة دبي

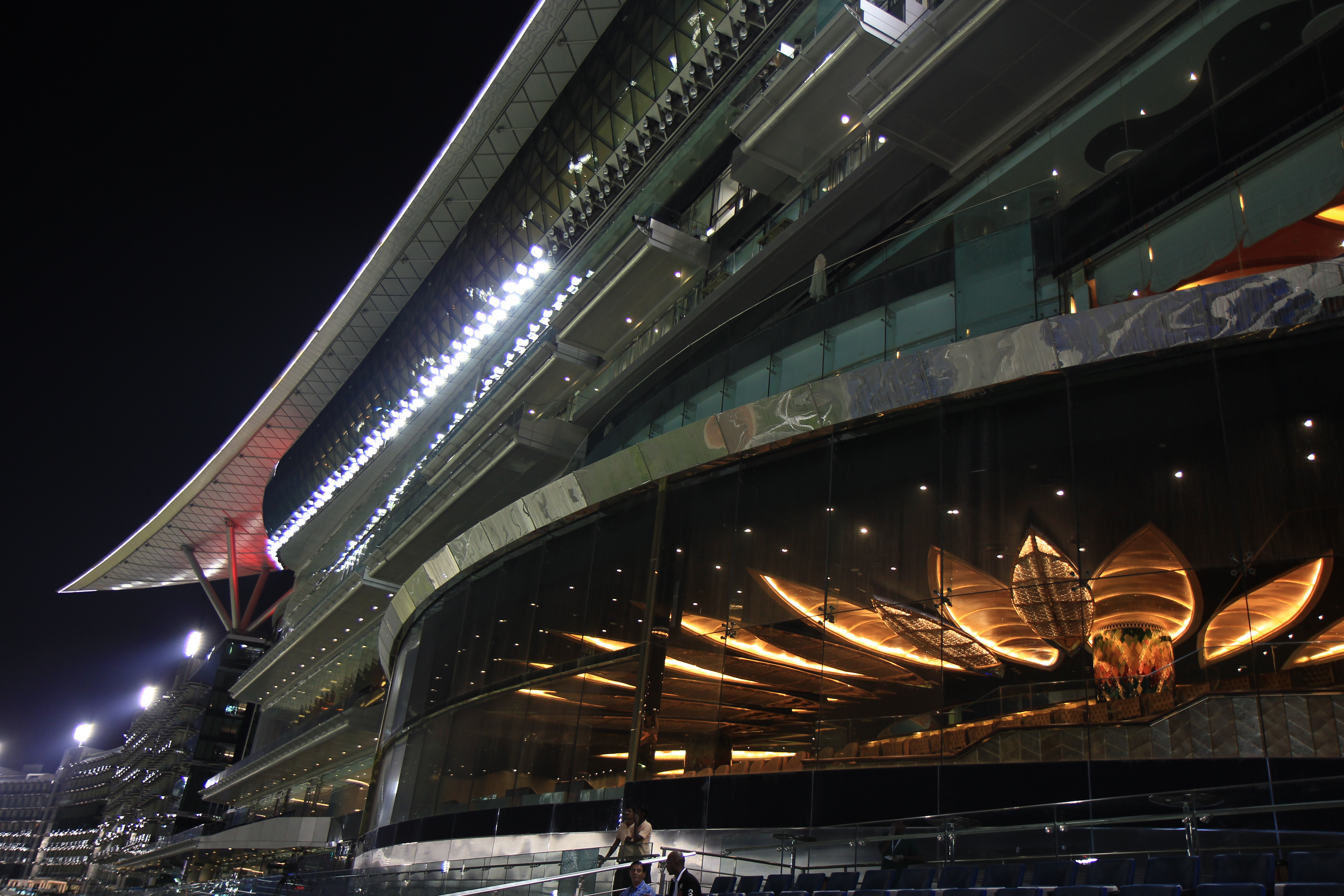
ميدان دبي

ميدان مدينة دبي هي مشروع جديد قيد الإنشاء في منطقة رأس الخور في دبي، الإمارات العربية المتحدة. أطلق المشروع عشية كأس دبي العالمي 2007. سيغطي المشروع بأكمله أكثر من 40,000,000 قدم مربع (3,700,000 م2) GFA (المساحة الأرضية الإجمالية) على مساحة أرض تبلغ حوالي 15,000,000 قدم مربع (1,400,000 م2). من المتوقع أن يتم الانتهاء من مدينة ميدان في عام 2020، بينما تم افتتاح مضمار ميدان رسميًا في 27 مارس 2010. يشتمل التطوير على فنادق ومطعم سكاي بوبل وترفيه ونوادي وساحة كونكورس ومسرح سينمائي IMAX وأبراج ومنزل للقوارب.

## عوامل الجذب

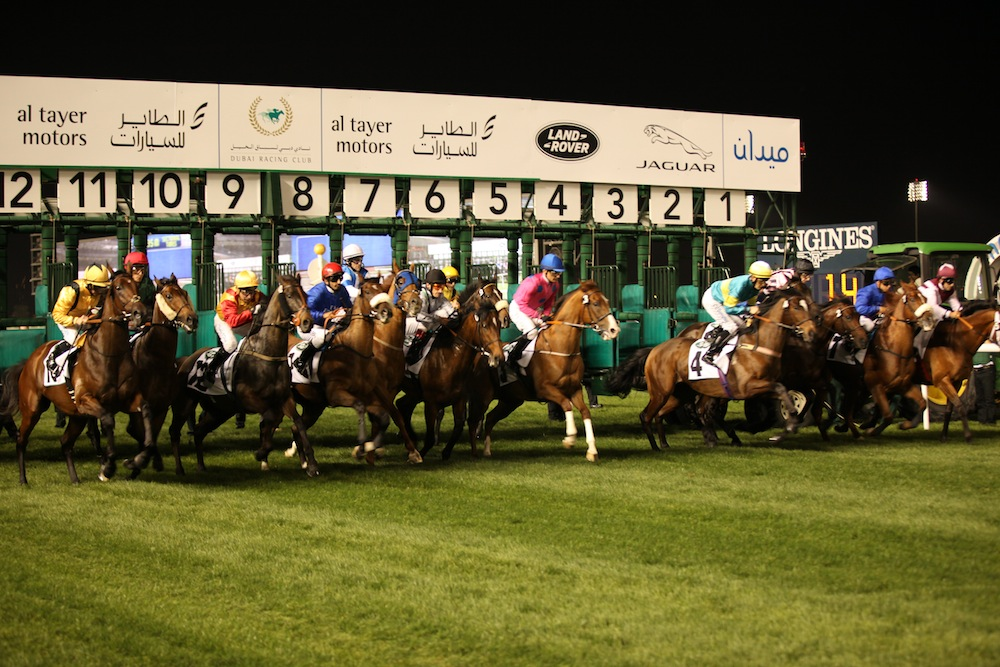

مضمار ميدان قادر على استيعاب أكثر من 60 ألف متفرج في مدرج طوله 1 ميل. عند عدم استخدامه للسباقات، سيكون بمثابة مرفق متكامل للأعمال والمؤتمرات. كما تم التخطيط لمتحف ومعرض لسباق الخيل. يشتمل المشروع أيضًا على ملعب جولف من 9 حفر. يضم مضمار ميدان الذي 7.5 مليون نتر مربع، مرسى ميدان، وهو أول فندق 5 نجوم في العالم بجانب مضمار السباق يضم 285 مترًا مربعًا. غرف ومضمار سباق ومدرج يضم فندقًا ومطاعم ومتحفًا للسباق و 72 جناحًا للشركات للترفيه على مدار العام. تعمل المنطقة الحرة في ميدان أيضًا من مباني الفندق.

### ميدان واحد
أعلن عن ميدان 1 في أغسطس 2015. إنها منطقة فاخرة ذات نطاق عمل كبير. تغطي مساحة 3.67 مليون قدم مربع (341×103 م2) سيضم مركزًا تجاريًا (ميدان ون مول)، وبرج دبي وان بارتفاع 711 مترًا (يُطلق عليه الآن لقب أطول برج سكني في العالم)، وساحة مدنية وقناة بطول 4 كيلومترات ومرسى به 100 مرسى. يقع المشروع في المنطقة الممتدة بين فندق مديان وطريق الخيل وستقوم شركة ميدان بتطويره. من المتوقع أن تكتمل المرحلة الأولى من المشروع بحلول عام 2020 في الوقت الذي ستستضيف فيه دبي معرض إكسبو 2020.

### برج دبي وان
أعلن عن برج دبي وان (جزء من منطقة ميدان ون)، الذي تم الإعلان عنه في أغسطس 2015، ومن المتوقع أن يصبح أطول برج سكني في العالم عند اكتماله. وسيضم البرج 885 شقة سكنية وفندق خمس نجوم يضم 350 غرفة. سيضم المبنى أيضًا مركزًا للمؤتمرات، ومنصة مراقبة بارتفاع 655 مترًا، ومطعمًا بارتفاع 675 مترًا، وسيكون قريبًا من نادي اليخوت في ميدان وان مارينا المقترح.

### آفاق
تبلغ مساحة الآفاق 3,700,000 متر مربع (40,000,000 قدم2) مشروع سكني يتكون من أبراج بوابة الميدان وبرج الميدان وساحة حدوة الحصان وباثهاوس ريزيدنس.

### متروبوليس
متروبوليس 350,000 متر مربع (3,800,000 قدم2) تطوير تجاري يتكون من 17 مبنى إداري مقام على منصة مشاة واحدة.

### ميلينيوم إستيتس
يأتي الملاذ السكني المسور المكون من 198 فيلا فاخرة كمحاولة ثاقبة لإثارة روح الحياة المجتمعية وإلهامها. وتقدم منطقة ميدان الحرة شركة ذات مسؤولية محدودة في المنطقة الحرة مع مساهم واحد (1) على الأقل وفرع/مكتب تمثيلي.

### جودلفين باركس
تشمل حدائق جودلفين برج بوابة جودلفين ومركز تسوق.

## وسائل النقل
هناك خطط لبناء خط ترام يمتد من مدينة الميدان إلى مضمار ميدان ويمكن أن يحمل نحو 10000 شخص كل ساعة.

## أنظر أيضًا
- قائمة المشاريع التنموية في دبي

## روابط خارجية
- المواقع الرسمية
- Ameinfo.com
- Dubai-online.com
- Zawya.com